# Bismarckbrunnen (Breslau)
Der Bismarckbrunnen in der schlesischen Stadt Breslau (poln. Wrocław) war ein zu Ehren des deutschen Reichskanzlers Otto von Bismarck im beginnenden 20. Jahrhundert eingeweihter Schmuckbrunnen. Er steht am Plac Jana Pawła II (bis 1945 Königsplatz) an der Altstadtpromenade und erstreckt sich entlang des Stadtgrabens. Nach 1945 erfolgte die Umbenennung der Brunnenanlage zu Fontanna Alegoria Walki i Zwycięstwa (deutsch Brunnen des Kampfes und des Sieges).

## Geschichte

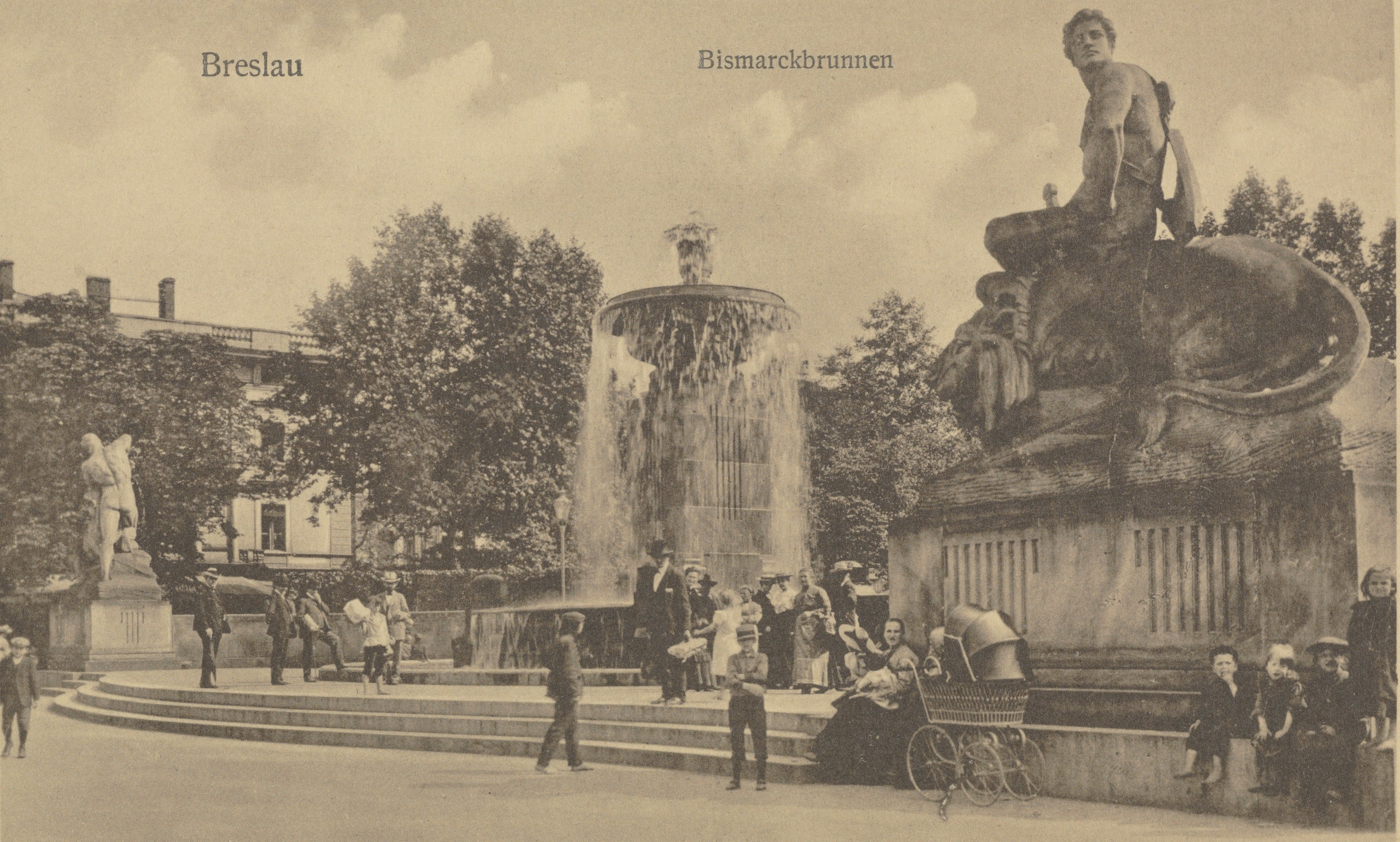
Ansichtskarte mit dem Bismarckbrunnen, 1915

In Vorbereitung des 100. Geburtstags des deutschen Reichskanzlers Otto von Bismarck führte das örtliche Komitee zur Errichtung von Bismarck-Denkmälern 1903 einen Wettbewerb zur Gestaltung eines Schmuckbrunnens durch, nachdem von der für das Breslauer Bismarckdenkmal vorgesehenen Bausumme ein Rest übriggeblieben war. Von den eingereichten Entwürfen überzeugte das Projekt des Bildhauers Ernst Seger zusammen mit dem Architekten Bernhard Sehring die Jury besonders, sie erkannten ihnen den ersten Preis in Höhe von 3000 Mark zu. Beide erhielten danach den Auftrag zur Herstellung des Brunnens.
Die Brunnenanlage wurde 1905 auf dem damaligen Königsplatz aufgestellt und im August des gleichen Jahres feierlich eingeweiht. Er bildete mit dem gegenüber vorhandenen Bismarck-Denkmal einen zusammenhängenden Bau- und Gedenkkomplex. Das Denkmal wurde nach Beschädigungen im Zweiten Weltkrieg später abgerissen. Während der Kämpfe um die Festung Breslau im Jahr 1943 erlitt die Brunnenanlage größere Schäden, insbesondere verlor die auf dem Löwen sitzende Siegesfigur ihren Kopf. Erst 1955 wurde das gesamte Bauwerk restauriert.
Die Anlage steht seit Oktober 1980 unter Denkmalschutz. Sie heißt seitdem Kampf-und-Sieg-Brunnen (poln. Fontanna Alegoria Walki i Zwycięstwa). Im Jahr 1990 ließ die Stadtverwaltung die Brunnenanlage einige Meter weiter nach Süden versetzen. Im Jahr 2014 wurde eine abendliche Beleuchtung installiert.

## Beschreibung

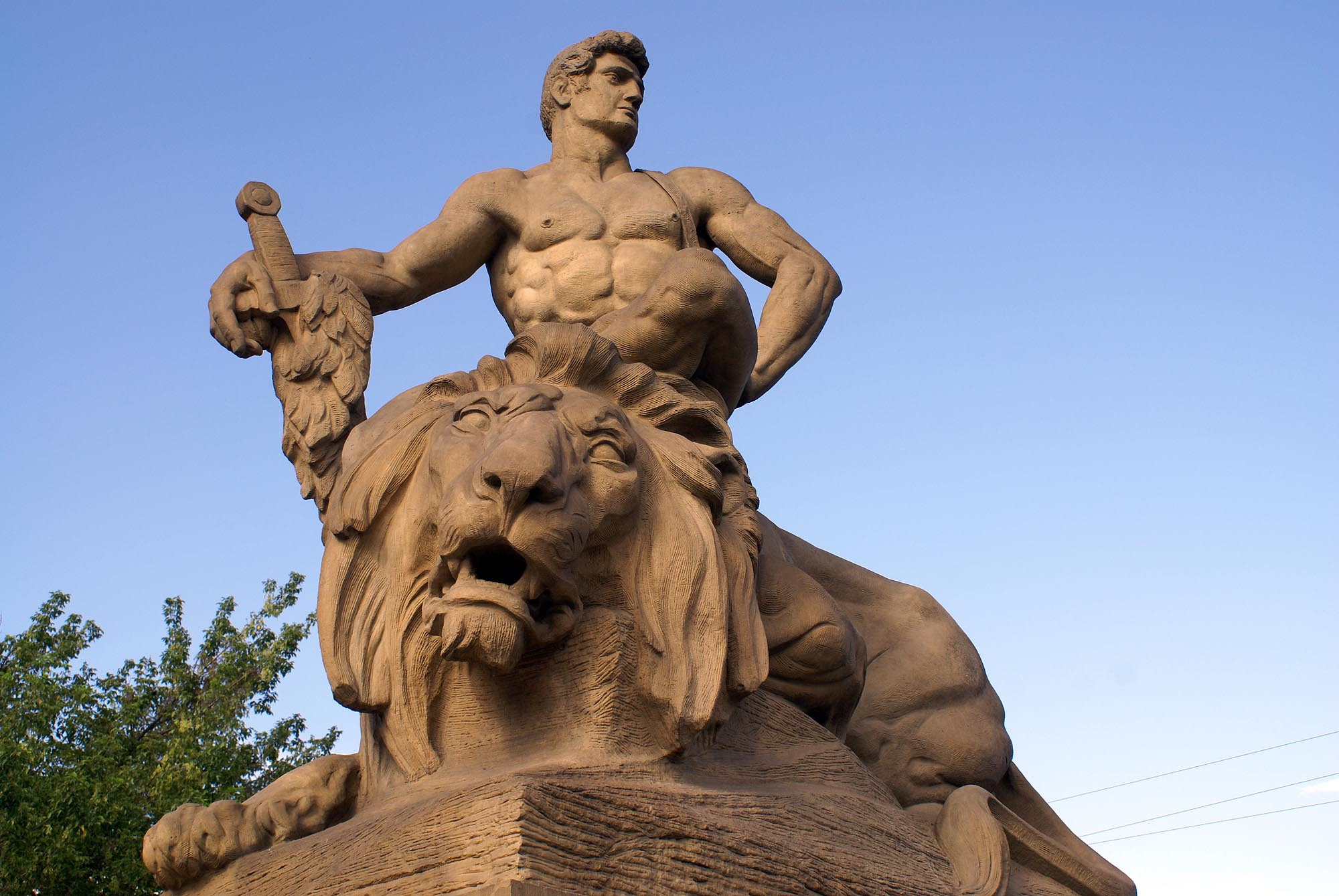
Statue Sieg

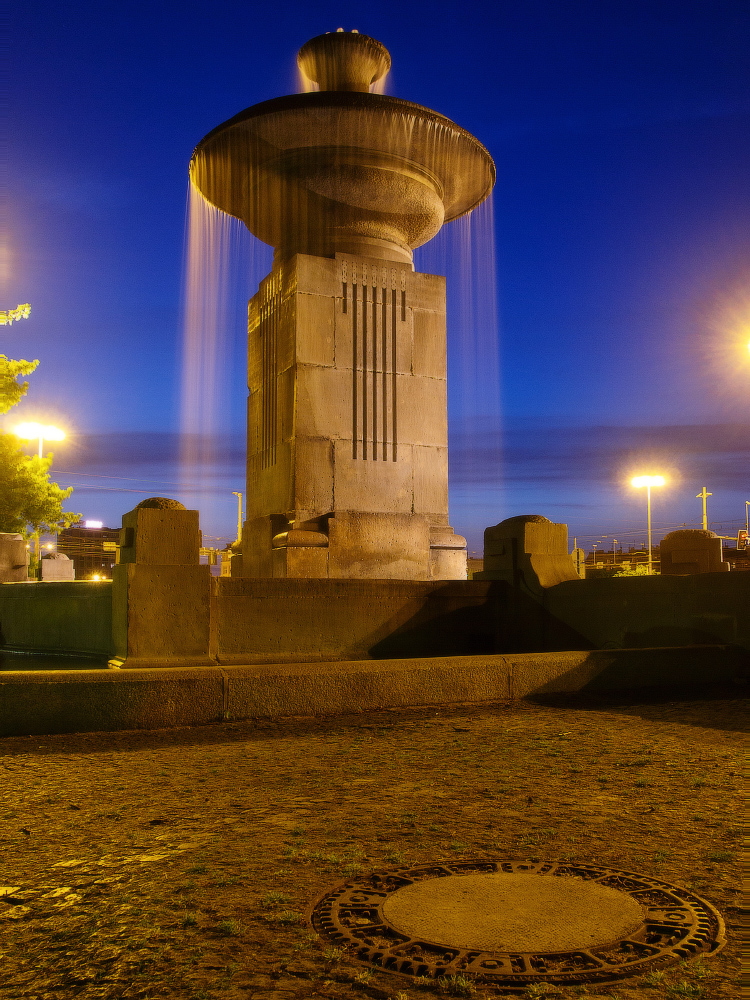
Brunnen bei Nacht

Der Architekt entwarf eine langgestreckte hufeisenförmige Anlage, an deren beiden Enden je eine Figurengruppe steht, und die sich dazwischen zur offenen Seite als mehrstufiges (3 Stufen vom Straßenniveau) Podest präsentiert. Die Verbindung zwischen den Brunnenteilen bildet eine durch das Brunnenbecken gehende gemauerte halbrunde Sitzfläche, die zum Verweilen und Betrachten einlädt. Die senkrechten Flächen der langen Bank waren mit einem Ornamentband verziert.
Seger gestaltete die Sandstein-Figurengruppen Kampf und Sieg, die die Politik Bismarcks illustrieren sollen. Sie wurden auf rechteckige Podeste gestellt und bilden die beiden seitlichen Schlussteile der Brunnenanlage. Die Gruppe Kampf zeigt einen mit einem Löwen ringenden nackten Mann als Allegorie des Kampfes. Der Sieg wird durch einen auf einem Löwen sitzenden ebenfalls nackten Menschen symbolisiert.
Ein zweietagiges, annähernd rundes steinernes Brunnenbecken (drittes Element) unterbricht das Zentrum der Umfassungsmauer, aus dem sich ein wuchtiger kannelierter aufrecht stehender bearbeiteter Stein mit quadratischem Grundriss erhebt. Außen am Becken sind in gleichmäßigen Abständen sechs rechteckige aufrecht stehende leicht verzierte Säulenfüße angeordnet. Auf dem Stein im Zentrum steht eine runde Brunnensäule mit einer darüber aufsitzenden runden flachen Wasserschale, bekrönt von einer noch höher aufragenden vasenförmigen Düse. Aus dieser strömt gleichmäßig Wasser hinab und vom Rand der Schale dann allseitig im Schwall in das obere Brunnenbecken. An jedem Säulenstumpf befindet sich eine Austrittsöffnung, das übrige Wasser strömt dagegen über den oberen Beckenrand in das untere Becken. Der Säulenstumpf entspricht in Material und Ausführung den Podesten der Löwengruppen, die jedoch wesentlich größer sind. 
Die auf einer der ersten Ansichtskarten angedeutete hintere Rundwand sollte aus einer Hecke bestehen. Sie wurde so nicht realisiert, wie spätere Abbildungen zeigen.